# Lietavská Svinná - Babkov
Lietavská Svinná – Babkov – wieś (obec) na Słowacji położona w kraju żylińskim, w okręgu Żylina. Położona jest nad potokiem Svinianka w dwóch regionach geograficznych Słowacji: na Kotlinie Żylińskiej i w Sulowskich Skałach. Pierwsze wzmianki o miejscowości pochodzą z roku 1393.
Według danych z dnia 31 grudnia 2010, wieś zamieszkiwało 1630 osób, w tym 854 kobiety i 776 mężczyzn.
W 2001 roku rozkład populacji względem narodowości i przynależności etnicznej wyglądał następująco:
- Słowacy – 99,35%
- Czesi – 0,26%

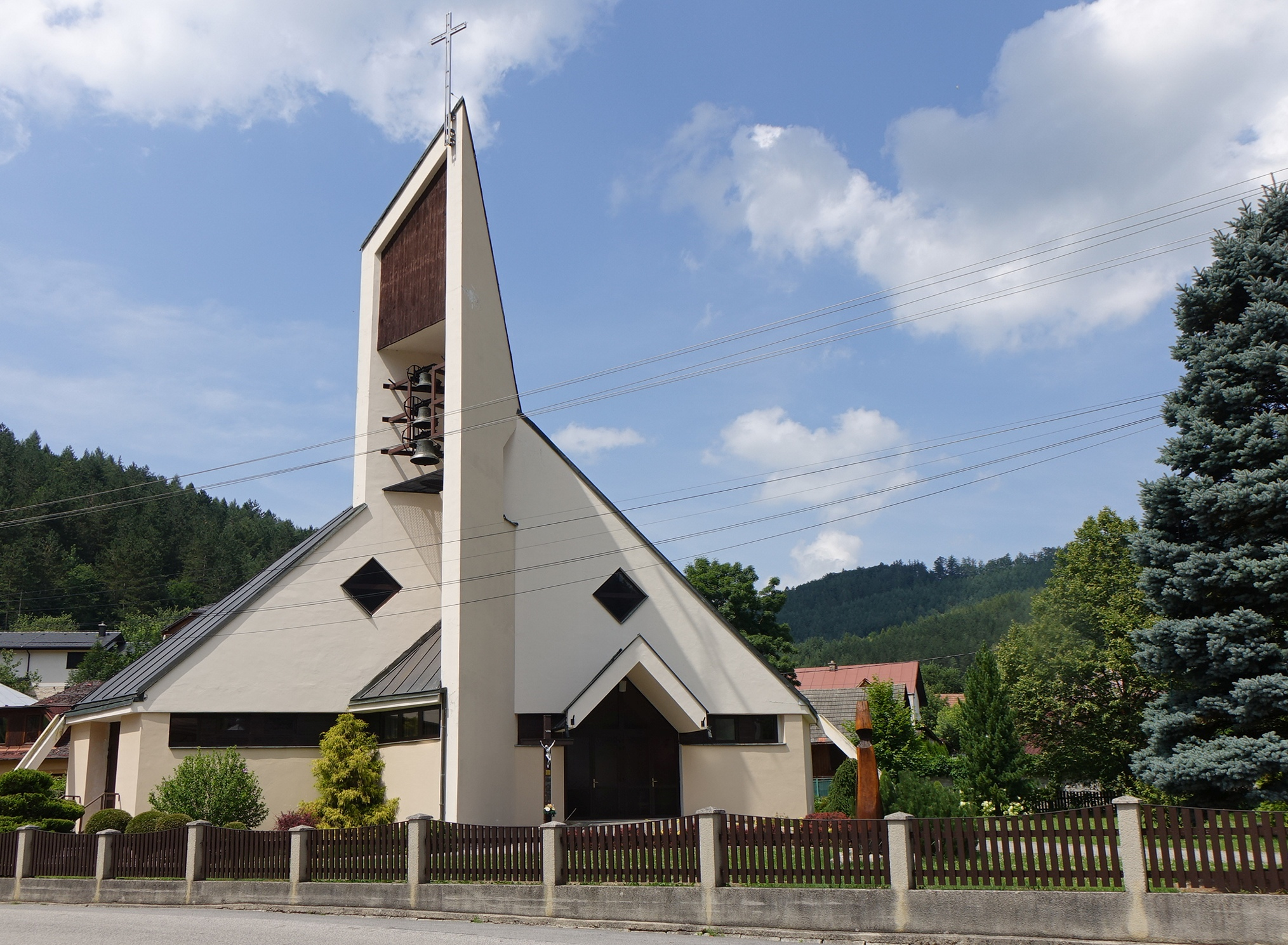
Kościół
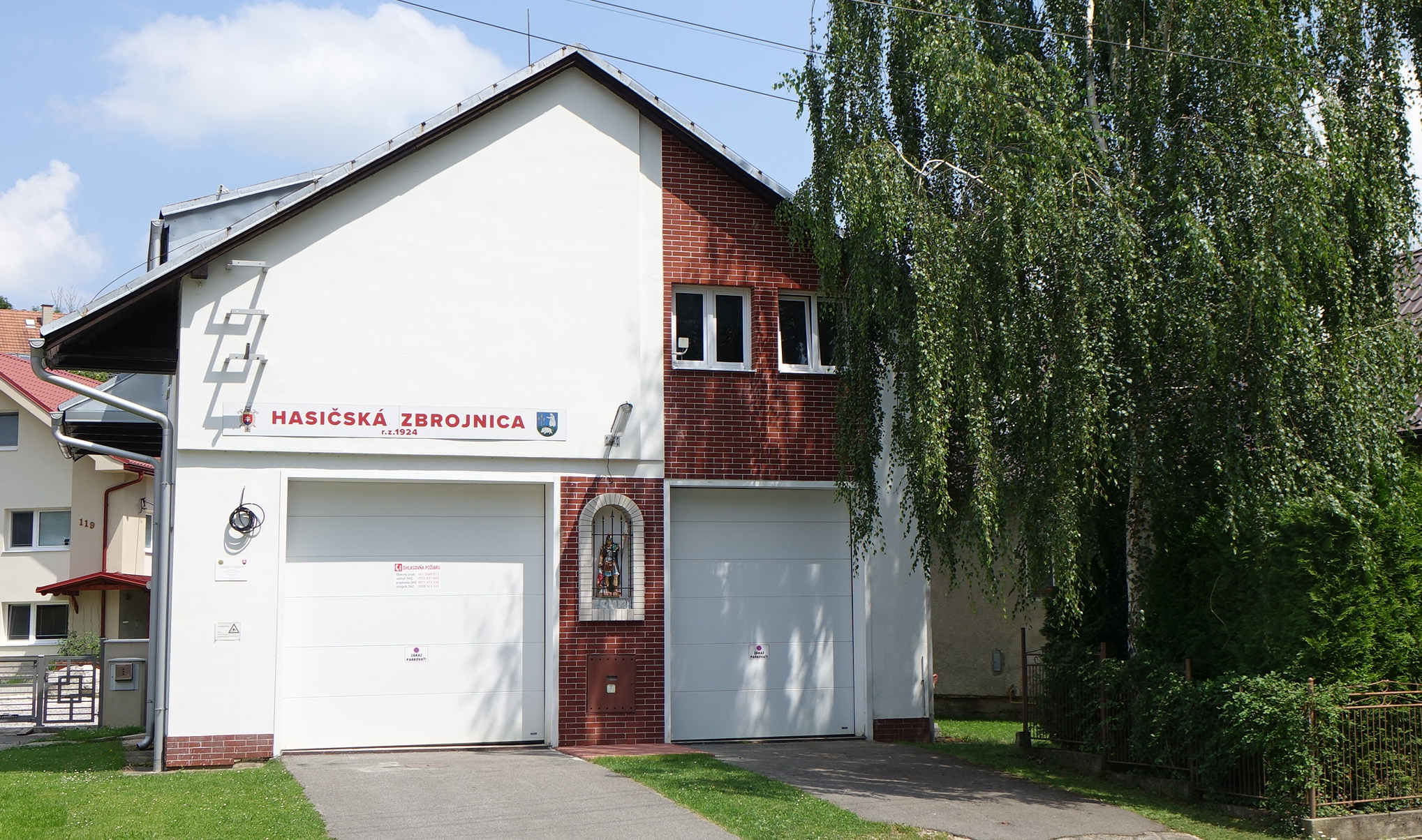
Remiza strażacka
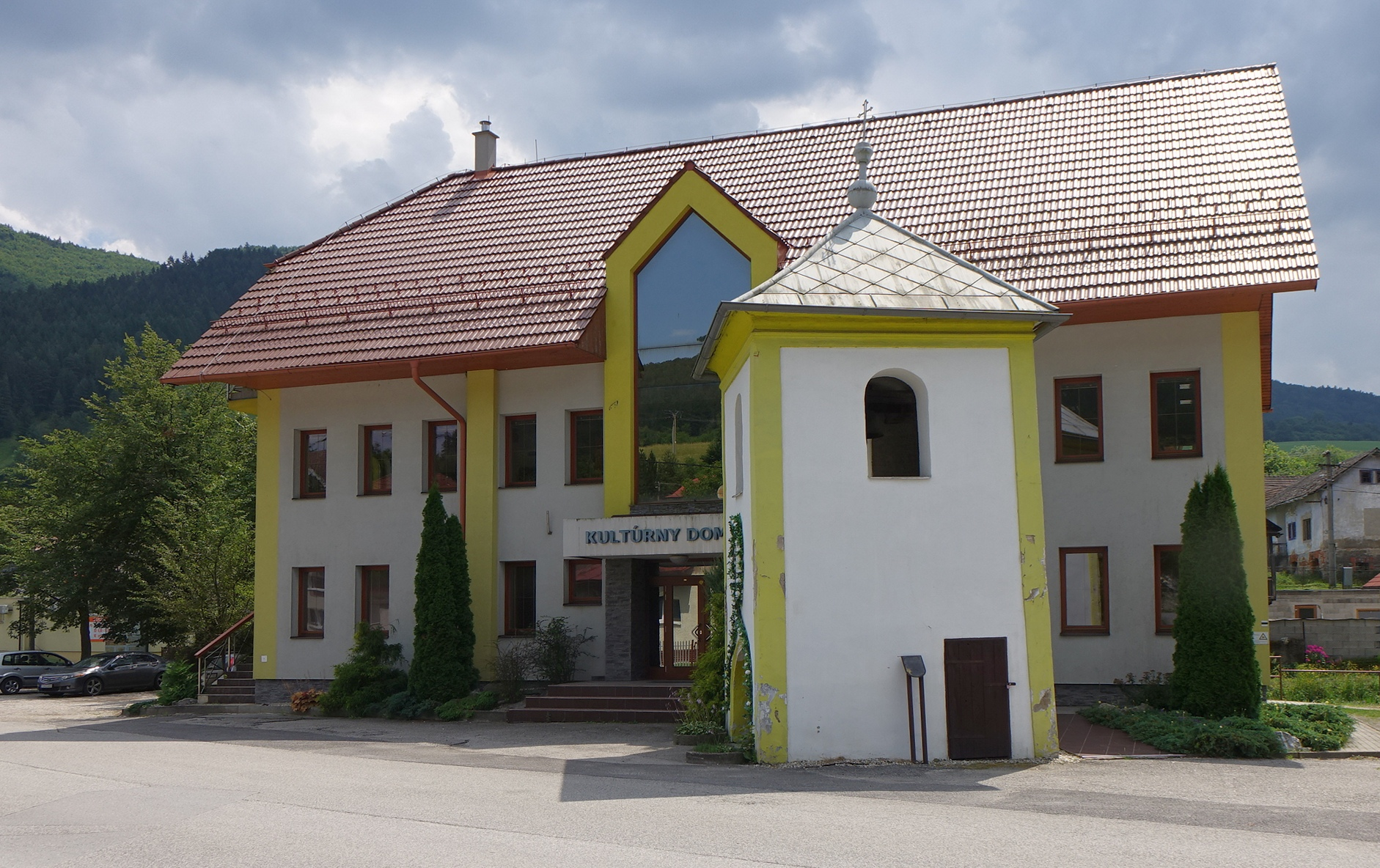
Dom kultury
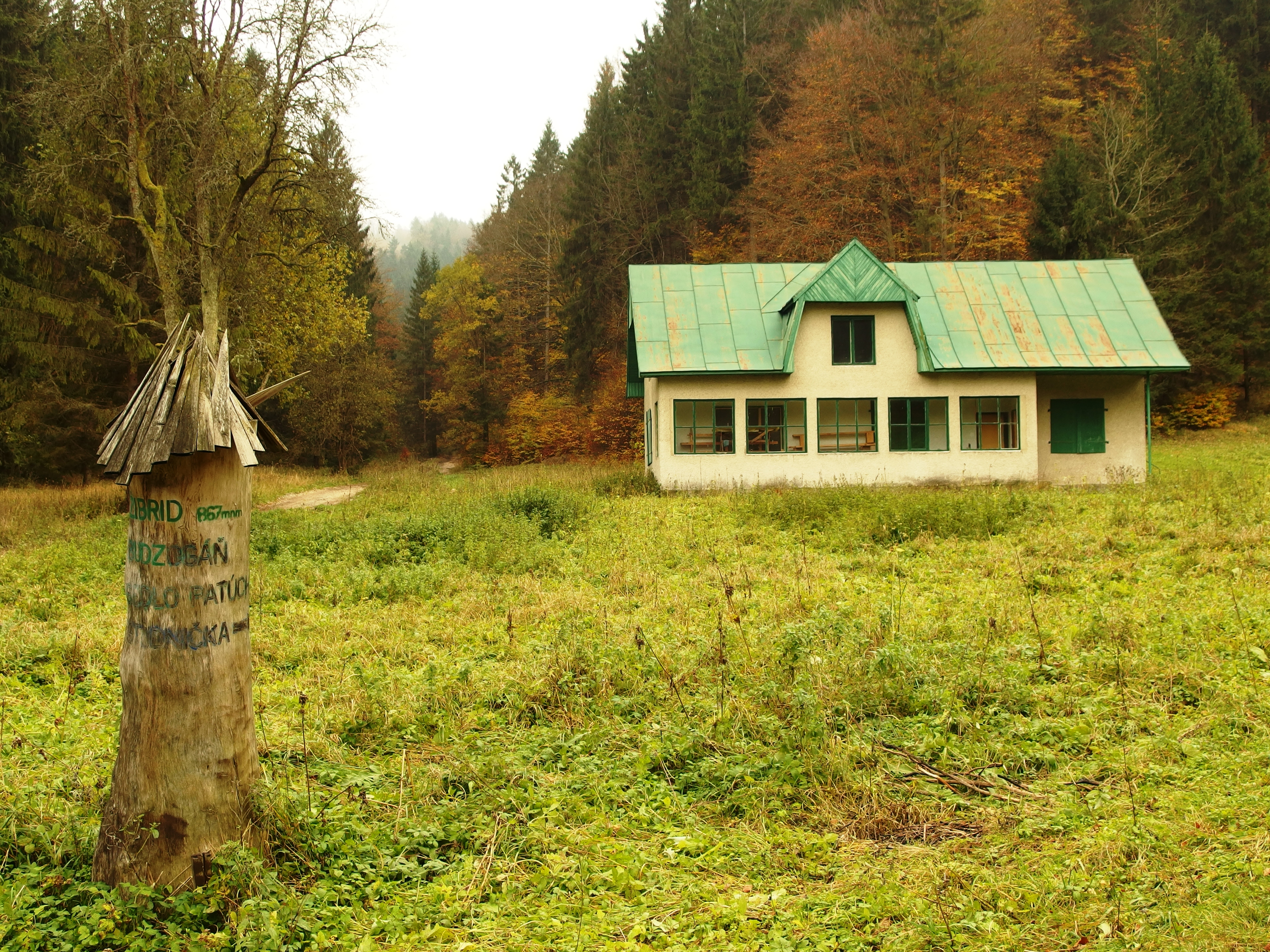
Fragment wsi
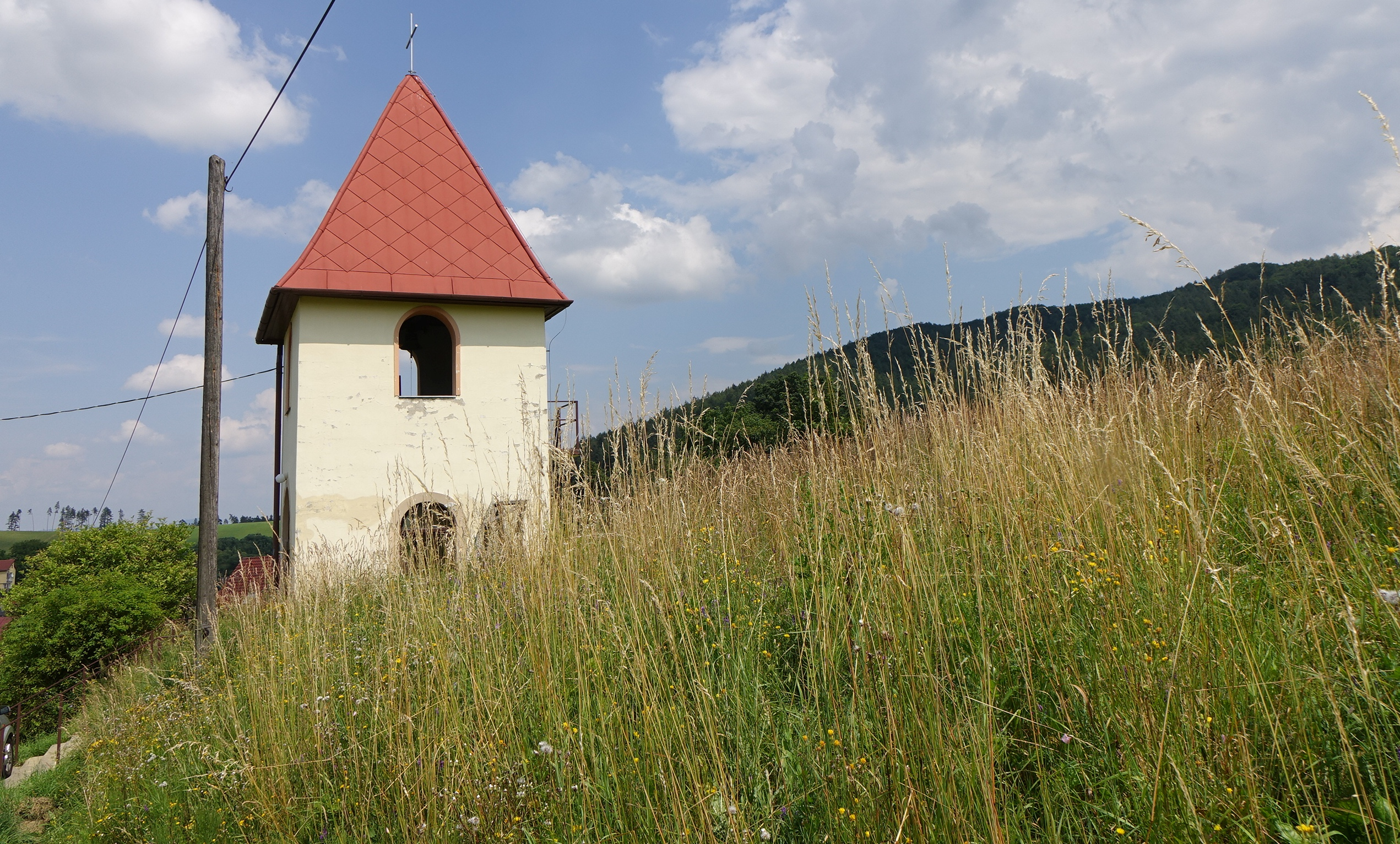
Kapliczka w Babkovie